# Marzahner Bockwindmühle
Die Marzahner Bockwindmühle ist der Nachbau einer bereits im Jahr 1815 in Marzahn in Betrieb genommenen Bockwindmühle. Sie ist in der Abfolge der vierte Mühlenbau und wurde im Jahr 1994 an ihrem neuen Standort Hinter der Mühle 4 eingeweiht.

## Geschichte

### Vorgänger
Die ersten Siedler in Marzahn mussten ihr Korn noch in Ahrensfelde mahlen lassen, nachdem sie zuvor bis zum Mühlendamm nach Berlin gefahren waren. Die 1765 in der Region angesiedelten Pfälzer Kolonisten scheuten den Weg und forderten den Bau einer eigenen Mühle. Dies wurde ihnen über mehrere Jahrzehnte von der kurmärkischen Regierung verweigert. Erst 1815 baute Christian Friedrich Krüger die erste eigene Windmühle, die direkt im Dorfkern stand. Sein Sohn verlor nach einem Rechtsstreit das Bauwerk im Jahr 1825 durch eine Zwangsversteigerung. Johann Gottfried Scholz übernahm die Mühle und das Kolonistengut. Er verkaufte nach und nach das Land an Marzahner Bauern. Im Jahr 1873 ersetzte Johann Jacob Heinrich Groh die erste Mühle durch einen Neubau. Er verkaufte sie nach nur zwei Jahren an Carl Christian Müller. Die Betreiber wechselten in den Jahrzehnten mehrfach. Nach einer Insolvenz des Müllers im Jahr 1899 erwarb Maximilian Georg Triller ein neues Grundstück am südlichen Ortsrand und ließ darauf eine dritte Windmühle bauen (heutiges Gelände der Grundschule An der Mühle an der Schragenfeldstraße). Bald wurde diese zur Stromerzeugung genutzt. Die beiden Weltkriege überstand die Anlage unbeschadet.
Im Jahr 1978 ging die Mühle in staatliches Eigentum über und wurde im Zusammenhang mit der völligen Neubebauung von Marzahn abgerissen. Am 9. Juni 1982 beschloss der Magistrat, wieder eine Bockwindmühle errichten zu lassen. Ein Mühlenaktiv gründete sich mit dem Ziel, zunächst einen geeigneten Standort zu finden. Außerdem wurde in der Uckermark eine Mühle gesucht, die abgebaut und nach Marzahn gebracht werden sollte. Gegen das Verfahren regte sich in den jeweiligen Gemeinden jedoch Widerstand. Aufgegebene Bauwerke wurden teilweise unter Denkmalschutz gestellt, um einen Abtransport zu verhindern.
Im Oktober 1987 kaufte das Märkische Museum Berlin für 18.000 Mark der DDR die verfallene Bockwindmühle im brandenburgischen Luckow und wollte diese in Marzahn wieder errichten. Durch die Wende geriet das Projekt in Verzug. 1992 konnte der Berliner Senat als neuer rechtmäßiger Besitzer die Mühle aus Luckow wegen Widerstands in der Dorfbevölkerung nicht abholen und sie blieb dort.

### 1991 bis 2005
Erst zwischen November 1993 und Mai 1994 entstand die heutige Anlage als Nachbau der ersten Marzahner Windmühle. Sie wurde am 12. Mai 1994 mit einem Mühlenfest offiziell eingeweiht. Am 5. Juni 1995 fand der erste internationale Deutsche Mühlentag in dieser Anlage statt. 1997 erfolgte der Anschluss an das Elektrizitätsnetz, womit die Mahlanlage unabhängig vom Wind betrieben werden konnte. Gleichzeitig erhielt das Bauwerk eine innere Beleuchtung. 1998 zerstörte ein Sturm das Flügelkreuz, woraufhin der Mahlbetrieb mit nur zwei Flügeln fortgesetzt wurde. Im Jahr 1999 erhielt die Mühle zum 20. Jahrestag der Gründung des Stadtbezirks Marzahn neue Flügel. Andere Teile der Mühlenanlage wie die Türen oder die Seitenwände wurden seither mehrfach saniert oder erneuert.
Zur 700-Jahr-Feier des Dorfes Marzahn im Jahr 2000 richtete das Bezirksamt eine Ausstellung zur Geschichte der Marzahner Mühlen aus.
Wie bereits 1908 begonnen, dient die Mühle weiterhin zur umweltfreundlichen Stromerzeugung, und so wurde am 3. September 2000 die dritte Turbine in Betrieb genommen. Zum Erhalt und zur Nutzung der Bockwindmühle hat sich ein neuer Mühlenverein gegründet.
Das 90-jährige Jubiläum der Windkraftanlagen in Marzahn war Anlass für eine erneute Ausstellung über Mühlenlandschaften in Berlin im Mühlenhaus. Die benachbarte Firma Knorr-Bremse lieferte den Nachbau einer Hauptwelle der zweiten Windkraftanlage. Der Einbau eines Elektroantriebs im Jahr 2005, durch den Mühlenverein veranlasst, garantiert die Nutzung des Mahlwerks bei Windflaute.
Der jeweilige Müller kann in Zusammenarbeit mit dem Bezirksamt Marzahn-Hellersdorf Hochzeiten ausrichten. Am 11. Juli 1997 fand hier die erste Mühlenhochzeit statt. Zum Ritual gehört, dass nach der Zeremonie dem Ehepaar und Gästen würziges Mühlenbrot und Mühlenberger Wein gereicht wird. Zur Vervollkommnung kann ein Mühlenesel bestellt werden, mit dem eine symbolische gemeinsame Arbeit verrichtet wird.

### Seit 2006

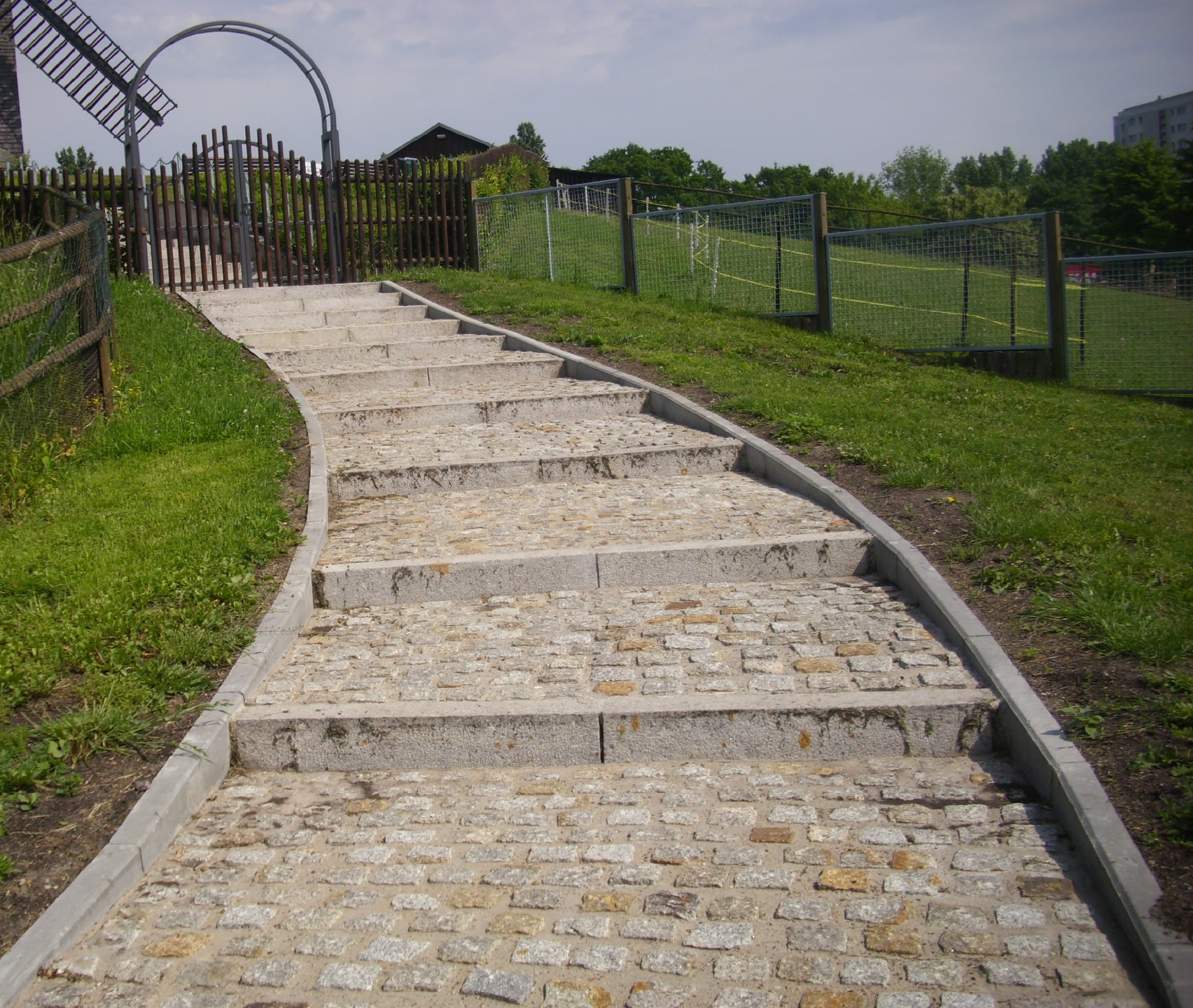
Hochzeitstreppe

Ein Tornado beschädigte am 6. Juli 2006 wiederum einen Flügel der Mühle. Mit Hilfe von Spenden in Höhe von 49.000 Euro konnte der Schaden repariert werden, und seit 1. Dezember 2006 arbeitet die Mühle wieder. Im gleichen Jahr fanden archäologische Grabungen am historischen Mühlenstandort in Alt-Marzahn statt.
2007 erneuerte der Mühlenverein die Seitenflächen und die Verspannung des Mühlenkastens. In den Jahren 2009 und 2010 gestaltete der Verein das Gelände neu und errichtete mit Unterstützung des Bezirksamtes eine Hochzeitstreppe, 2010 kam ein Hochzeitsportal hinzu. Die Treppe und das Portal wurden am 25. Juni 2010 mit drei Hochzeiten eingeweiht.
Die Betreiber der Marzahner Mühle beteiligen sich regelmäßig mit Aktivitäten am Deutschen Mühlentag,
Im Jahr 2016 vollendete der Mühlenverein einen Mühlensteingarten, der zugleich Ort einer Dauerausstellung zur Geschichte der Marzahner Mühlen und Windkraftwerke ist.
Müller Wolf gab im Jahr 2020 seine Arbeit für die Mühle auf, deren Betreuung das Bezirksamt der Agrarbörse Deutschland-Ost e. V. übertrug. Seit April 2021 hat die Mühle einen neuen Müller: Alexander Benedikt.

## Technische Daten
Die Mühle hat einen Flügeldurchmesser von 20,5 Meter, das Gewicht der Mühle beträgt 45 Tonnen. Das Mahlsystem besteht aus zwei Gängen, einer Quetsche, zwei Sichtern, Elevatoren und Saugfiltern. Die Mühle ist im Jahr durchschnittlich 200 Tage mit Windkraft in Betrieb. Die nutzbare Antriebsleistung liegt zwischen 8 und 12 kW.

## Auszeichnung für den Müller und museale Nutzungen
Im Jahr 1997 erhielt der Müller Jürgen Wolf den Deutschen Mühlenpreis, der jährlich vom Landkreis Nordsachsen, der Sparkasse Leipzig und der Leipziger Volkszeitung vergeben wird.
Die Marzahner Bockwindmühle ist ein produzierendes Museum, der Müller vor Ort ist Angestellter des Bezirksamts oder von diesem beauftragten Unternehmen. Angemeldeten Gruppen wird vorgeführt, wie aus Getreidekörnern Mehl gemahlen wird. Auch die Weiterverarbeitung erfolgt durch den Müller, der vor Ort und in einigen Berliner Ökoläden sein Mühlenbrot verkauft.
Auf dem Mühlengrundstück baute der Verein im Jahr 2008 eine Mühlenhütte. Hier können Kinder und Jugendliche die Funktion einer handbetriebenen Kornmühle erproben und in einem elektrischen Backofen das Mehl weiter verarbeiten.